# Arkano
Guillermo Rodríguez Godínez (Alicante, 23 de marzo de 1994) es un freestyler y rapero español conocido como Arkano, campeón internacional 2015 de la Red Bull Batalla de Gallos. Ha colaborado con artistas como Alejandro Sanz, Melendi, Rosana, Love of Lesbian o Café Quijano.
Ha sido presentador de Proyecto Arkano (TVE) y Ritmo urbano (La 2) y ha colaborado en programas como La Voz Kids (Antena 3), Late motiv (Movistar+), Yu no te pierdas nada (Europa FM), La Ventana (Cadena Ser) o MasterChef Celebrity España. En 2024 fue concursante del reality Supervivientes.

## Biografía
Nacido en el edificio alicantino de La Colmena, en el barrio de San Blas, comenzó a dar sus primeros pasos en el rap en esta ciudad. Con tan solo siete años, descubrió el mundo del hip hop gracias a su hermana, escuchando grupos como ZNP, Violadores del Verso, y artistas como Nach , El Chojin y el Limas ZNP . La primera «batalla» —enfrentamiento entre raperos— con la que se dio a conocer tuvo lugar en julio de 2008; desde ese momento empezó a prodigarse en otras competiciones.
Desde 2009 es conocido en el panorama nacional español, ya que ganó el título nacional de Red Bull Batalla de Gallos con tan solo quince años de edad, enfrentándose a «gallos» como Skone, Jonko y Mowlihawk. Para finales de año fue también subcampeón de la Hipnotik. También disputó la Final Internacional de Red Bull celebrada en su país, donde cayó en cuartos de final contra Rayden.
En 2015 revalidó el título de campeón nacional de batalla de gallos en su ciudad,luego de vencer al Ortuño, Transnaba, Blon y Ante. En el mismo año, logró su mayor hito hasta la fecha, coronarse como campeón mundial de Red Bull Batallas de los Gallos en Chile. Uno de los momentos más polémicos tuvo lugar en su enfrentamiento contra Dtoke, en cuartos de final. Mientras este rapeaba, Arkano le besó. Tras pasar de ronda, en semifinales tuvo un gran enfrentamiento contra uno de los mejores MC de la historia, Aczino al cual luego de dos réplicas pudo vencer, para en la final coronarse como campeón contra el MC chileno Tom Crowley. En el año 2016 en Perú cayó en semifinales de esta competición de manera polémica contra Skone, a la postre campeón, y consiguió clasificarse para la edición del año siguiente al lograr el tercer puesto. Además rompió la 'maldición' de que cuando un MC ganaba la final internacional, si se presentaba el siguiente año, perdía en primera ronda.
En octubre de 2016 batió un récord Guinness tras estar improvisando 24 horas 34 minutos 27 segundos, con pausas de solo tres segundos para comer y beber, en la Puerta del Sol de Madrid.
En 2017 disputó la final internacional, tras ser invitado a la misma después de haber logrado el tercer puesto en la final internacional de 2016. En la final internacional, que se disputó en México el 3 de diciembre de 2017, volvió nuevamente clasificarse a la próxima edición al lograr el tercer puesto, tras perder en un combate muy igualado con Aczino en semifinales y vencer en la final de consolación al dominicano Yenky One.
En su faceta como autor, ha publicado un libro en 2016 —Asalto al vacío: cómo he llegado hasta aquí—, y finalmente en 2017 apareció su primer álbum de estudio, Bioluminiscencia. En 2017, acabó la carrera de ingeniería informática.
Arkano tiene una presencia en medios de comunicación relativamente frecuente en España, habiéndose convertido en una referencia del rap y en concreto del freestyle. Desde ella y también como freestyler, ha encabezado la lucha contra la homofobia y el machismo en el rap español.
Participó en la FMS (Freestyle Master Series) en la que el año pasado la temporada 2017-2018 consiguió permanecer en la liga para no descender, en la cual descendieron durante la primera jornada Invert y Mr.Ego, quedando noveno y décimo puesto.
En 2018 también volvió a disputar la Red Bull Batalla de los Gallos esta vez en Argentina donde, tras ganar al local Dozer en octavos, fue derrotado por su compatriota Bnet en cuartos de final. Esto marcó su despedida, luego de 5 internacionales, de la competencia madre de los gallos.
Su retiro de las batallas fue en su batalla final contra Chuty, en la novena jornada de FMS España que tuvo lugar en Valencia el 16 de febrero del año 2019. Aunque no ha perdido el contacto con las batallas, participando de jurado en muchas competiciones de freestyle, como la Final Nacional de la Red Bull Batalla de los Gallos de 2019.
En 2019 su tema "Otro intento más" se convirtió en el primer rap en ser la sintonía oficial de la Vuelta a España.
En noviembre de 2019 participó interpretándose a sí mismo como uno de los "secuestrados" en El gran secuestro para Playz.
El 30 de noviembre de 2019 participó como juez en la edición internacional de la Red Bull Batalla de los Gallos 2019. Arkano es colaborador del programa radiofónico La Ventana de la Cadena SER junto con la rapera Sara Socas.

## Vida personal
Arkano es abiertamente bisexual, indicando por primera vez su orientación sexual en octubre de 2021 durante su participación en MasterChef Celebrity.

## Estadísticas
| Batallas de Freestyle | Batallas de Freestyle                         | Batallas de Freestyle                         | Batallas de Freestyle    | Batallas de Freestyle | Batallas de Freestyle |
| Año                   | Competición                                   | Competición                                   | Lugar                    | Rival                 | Puesto                |
| --------------------- | --------------------------------------------- | --------------------------------------------- | ------------------------ | --------------------- | --------------------- |
| 2009                  | Red Bull Batalla de Los Gallos Regional       | Red Bull Batalla de Los Gallos Regional       | España, Alicante         | vs. Tase              | Tercer Lugar          |
| 2009                  | Hipnotik MC Battle                            | Hipnotik MC Battle                            | España, Barcelona        | vs. Giorgio           | Subcampeón            |
| 2009                  | Red Bull Batalla de Los Gallos Nacional       | Red Bull Batalla de Los Gallos Nacional       | España, Madrid           | vs. Mowlihawk         | Campeón               |
| 2009                  | Red Bull Batalla de Los Gallos Internacional  | Red Bull Batalla de Los Gallos Internacional  | España, Madrid           | vs. Rayden            | Cuartos de Final      |
| 2014                  | Red Bull Batalla de Los Gallos Regional       | Red Bull Batalla de Los Gallos Regional       | España, Madrid           | vs. Cixer             | Campeón               |
| 2014                  | Red Bull Batalla de Los Gallos Nacional       | Red Bull Batalla de Los Gallos Nacional       | España, Cádiz            | vs. Dani              | Cuartos de Final      |
| 2014                  | Hipnotik MC Battle                            | Hipnotik MC Battle                            | España, Barcelona        | vs. Elekipo           | Semifinales           |
| 2014                  | Arenal Sound                                  | Arenal Sound                                  | España, Barcelona        | vs. Errecé            | Campeón               |
| 2015                  | Red Bull Batalla de Los Gallos Regional       | Red Bull Batalla de Los Gallos Regional       | España, Mallorca         | vs. Barón             | Campeón               |
| 2015                  | Red Bull Batalla de Los Gallos Nacional       | Red Bull Batalla de Los Gallos Nacional       | España, Alicante         | vs. Ante              | Campeón               |
| 2015                  | Supremacía MC Internacional                   | Supremacía MC Internacional                   | Perú, Lima               | vs. Káiser            | Semifinales           |
| 2015                  | MEID IN SPAIN (General Rap Granada)           | MEID IN SPAIN (General Rap Granada)           | España, Granada          | vs. Skone             | Campeón               |
| 2015                  | Cannamed                                      | Cannamed                                      | España, Valencia         | vs. Errecé            | Campeón               |
| 2015                  | Red Bull Batalla de Los Gallos Internacional  | Red Bull Batalla de Los Gallos Internacional  | Chile, Santiago de Chile | vs. Tom Crowley       | Campeón               |
| 2016                  | God Level Fest                                | God Level Fest                                | Chile, Santiago de Chile | vs. Káiser            | Cuartos de Final      |
| 2016                  | Radio EPS                                     | Radio EPS                                     | España, Alicante         | vs. Chuty             | Exhibición            |
| 2016                  | Red Bull Batalla de Los Gallos Internacional  | Red Bull Batalla de Los Gallos Internacional  | Perú, Lima               | vs. Jony Beltrán      | Tercer Lugar          |
| 2017                  | BDM España Regional                           | BDM España Regional                           | España, Murcia           | vs. Piezas            | Exhibición            |
| 2017                  | Ego Fest                                      | Ego Fest                                      | Argentina, Buenos Aires  | vs. Wos               | Exhibición            |
| 2017                  | Red Bull Batalla de Los Gallos Internacional  | Red Bull Batalla de Los Gallos Internacional  | México, Ciudad de México | vs. Yenky One         | Tercer Lugar          |
| 2018                  | Freestyle Master Series Nacional              | Freestyle Master Series Nacional              | España                   | vs. Blon              | Séptimo Lugar         |
| 2018                  | Red Bull Batalla de Los Gallos Internacional  | Red Bull Batalla de Los Gallos Internacional  | Argentina, Buenos Aires  | vs. Bnet              | Cuartos de Final      |
| 2019                  | Freestyle Master Series Nacional              | Freestyle Master Series Nacional              | España                   | vs. Chuty             | Sexto Lugar           |
| 2019                  | RÉPLICA                                       | RÉPLICA                                       | España, Madrid           | vs. Invert            | Exhibición            |
| 2022                  | Red Bull Batalla                              | Red Bull Batalla                              | México, Ciudad de México | vs. Aczino            | Exhibición            |
| 2023                  | Red Bull Batalla de Los Gallos Regional       | Red Bull Batalla de Los Gallos Regional       | España, Barcelona        | vs. Zoyert            | Cuartos de Final      |
| 2023                  | Red Bull Batalla de Los Gallos (Última Plaza) | Red Bull Batalla de Los Gallos (Última Plaza) | España, Madrid           | vs. Le33              | Semifinales           |

| Batallas Escritas | Batallas Escritas | Batallas Escritas | Batallas Escritas        | Batallas Escritas |
| Año               | Competición       | Competición       | Lugar                    | Rival             |
| ----------------- | ----------------- | ----------------- | ------------------------ | ----------------- |
| 2015              | Vandal Fest       | Vandal Fest       | Perú, Lima               | vs. Flecha        |
| 2015              | COLISEVM Battle   | COLISEVM Battle   | México, Ciudad de México | vs. Aczino        |

## Discografía

### Con Jonko
- Clase preferente (maqueta, 2010)
- La voz de la sospecha (maqueta, 2013, Tiamat Records)

### Con Melendi y Alejandro Sanz
- Déjala que baile (2018)

### Con La La Love You y Suu
- Quédate conmigo (2020)
- zino

### Con Belén López y Jorge Pardo
- Mil Mujeres (2021)

### En solitario
- Hoy puede ser un gran día (maqueta, 2011)
- Rareza antropológica (maqueta, 2012)
- Smooth Series (EP, 2014, Tiamat Records)
- Bioluminiscencia (LP, 2017, Rosevil)
- Otro intento más (La Vuelta 19)
- No me sale (Dreamers Music) 2019
- Rey del rap rey del pop (Dreamers Music) 2019
- No lo sé (La Mexicana, 2020 con Paty Cantú)
- M.F.Q.N. Más Fuertes Que Nunca (Red Bull Records Inc 2022, con Aczino)
- Ron en mi Vaso (Red Bull Records Inc, 2022)

## Televisión
- Ritmo urbano en La 2 (2018-2019)
- Proyecto Arkano en La 1 (2019)
- La Voz Kids en Antena 3 (2019)
- Typical Spanish en La 1 (2020)
- Duel de veus en  À Punt (2021)
- El juego de los anillos en Antena 3 (2021)
- MasterChef Celebrity en La 1 (2021); como concursante - 10.º expulsado
- 25 palabras en Telecinco (2023); como invitado
- Supervivientes 2024 en Telecinco (2024); como concursante - 15.º expulsado